# Bartolomé Escandell
Bartolomé Escandell Bonet (Ibiza, 24 de febrero de 1924 - 19 de octubre de 2012) fue un historiador español.

## Biografía
De linaje muy ligado a la isla de Ibiza, su padre obtuvo éxito en el mundo de la hostelería construyendo en septiembre de 1932 el Hotel España, el primer edificio que recibe el título de hotel en la isla. 
Escandell obtuvo los estudios primarios en el colegio de las monjas de la Consolación de la ciudad ibicenca y los secundarios en el Instituto de Ibiza. En 1943, se traslada a Valencia obteniendo la Licenciatura Facultad de Filosofía y Letras, sección Geografía e Historia en 1948. Poco después se traslada a Madrid donde obtiene el doctorado y un premio extraordinario con su tesis La vida en el Perú en la época de Felipe II a través de los papeles de la Inquisición de Lima. En Madrid empezó a impartir clases como profesor ayudante de su amigo y mentor, Antonio Ballesteros. 
En 1955 aprobó las oposiciones para catedrático de universidad y empezó a dar clases en Salamanca, en la Escuela Superior de Comercio y en la Facultad de Filosofía y Letras. De esta manera, se covertía en el primer ibicenco en acceder a una cátedra universitaria de Historia. Poco después gana una cátedra en Salamanca desempeñando la dirección provincial del Centro Cultural de Extensión de Salamanca. De allí pasó a Oviedo, donde dio clases entre 1967 y 1974. Entre 1974 y 1977, trabajó como subdirector general de Centros Universitarios en el Ministerio de Educación. Al mismo tiempo de su trabajo en el Ministerio, fue rector del Colegio Mayor César Carlos, una institución singular exclusivamente para titulados superiores.
En 1978, creó el Centro de Estudios Inquisitoriales del que fue fundador y vicepresidente. 
Entre 1978 y 1989, pasó a la Universidad de Alcalá donde se convirtió en uno de refundadores de esta Universidad y dio la Lección Magistral el día de la inauguración. Allí redactó el plan de estudios, conocido como Plan Escandell, que contemplaba asignaturas novedosas como geohistoria, estadística aplicada y técnicas gráficas y epistemología histórica. Ocupó la cátedra hasta su jubilación en 1989 y se le concedió el título de decano honorario de la Facultad de Filosofía y Letras. En 1982 fue el presidente fundador de la Institución de Estudios Complutenses.
Entre 1983 y 1987, estuvo al frente de la Universidad Internacional del Mediterráneo de Ibiza. Igualmente, fue profesor de la Universidad de Pennsilvania y de Virginia.
Durante su jubilación escribió los cuatro tomos de "Ibiza y Formentera en la Corona de Aragón".

## Publicaciones
Bibliografía parcial:
- Hechos y personajes de la corte virreinal (1950)
- Historia de la Inquisición en Espana y America (1952)
- Veintisiete viñetas de historia salmantina (1962)
- Aportación a la historia de las murallas renacentistas de Ibiza (1970)
- Una lectura psico-social de los papeles del Santo Oficio; Inquisición y sociedad peruanas en el siglo XVI. Separata de "La Inquisición Española. Nueva Visión, Nuevos Horizontes" (1970)
- El "modelo" cisneriano de actuación histórica (1980)
- Estudios Cisnerianos: In Honorem B. Escandell Bonet Collectanea Dicata (1990)
- El antiguo teatro escolástico del Patio de Santo Tomás en la Universidad Cisneriana (1991)
- Baleares Y América (1992)
- La demografía de Torrejón de Ardoz en el siglo XVIII
- La formación de la monarquía española moderna (1992)
- Teoría del Discurso Historiográfico: Hacia una práctica científica consciente de su método (1992)
- Ibiza y Formentera en la Corona de Aragón ( Siglos XIII - XVIII ). Tomo I. Bases técnicas del conocimiento científico (1994)
- Ibiza y Formentera en la Corona de Aragón. Tomo II (Siglos XIV-XVI). De la crisis Medieval a la Ibiza renacentista (1998)
- Historia del Real Madrid, 1902-2002: La Entidad, los socios, el madridismo (2002)
- Isabel la Católica en la Real Academia de la Historia (2004)
- Ibiza y Formentera en la Corona de Aragón III/1 «Siglo XVII. Crisis barroca. La planificación ilustrada (2008)
- Ibiza y Formentera en la Corona de Aragón III/2 «Siglo XVIII. La planificación ilustrada (2008)

## Distinciones
- Miembro correspondiente de la Real Academia de la Historia (1992)
- Miembro de la Academia Portuguesa de la Historia y Premio de Conferencias
- Botón de Oro del Colegio Mayor César Carlos
- Medalla al Mérito Turístico
- Orden del Mérito Civil
- Orden de Alfonso X el Sabio (1967)
- Medalla del Ayuntamiento de Alcalá de Henares
- Medalla de Oro de Sant Jordi
- Medalla de Oro del Consell de Ibiza
- Premio Ramon Llull 2013 (a título póstumo)